# رايبيرا ديل فرينسو
بلدية رايبيرا ديل فرينسو (بالإسبانية: Ribera del Fresno)‏, هي إحدى بلديات مقاطعة بطليوس, التي تقع في منطقة إكستريمادورا, والتي تقع في غرب إسبانيا.
يبلغ عدد سكانها 3.398 نسمة وفقاً لإحصائية سنة (2002).